# Ugny
Ugny is een gemeente in het Franse departement Meurthe-et-Moselle (regio Grand Est) en telt 541 inwoners (2004).
De gemeente maakt deel uit van het arrondissement Briey en sinds 22 maart 2015 van het kanton Mont-Saint-Martin. Daarvoor hoorde het bij het kanton Longuyon in hetzelfde arrondissement.

## Geografie
De oppervlakte van Ugny bedraagt 9,2 km², de bevolkingsdichtheid is 58,8 inwoners per km².
Het plaatsje ligt aan de Chiers.
De onderstaande kaart toont de ligging van Ugny met de belangrijkste infrastructuur en aangrenzende gemeenten.

## Demografie
Onderstaande figuur toont het verloop van het inwonertal (bron: INSEE-tellingen).